# Жовтобрюх, Михаил Андреевич
Михаил Андреевич Жовтобрюх (укр. Михайло Андрійович Жовтобрюх; 17 ноября 1905 года, село Ручки, ныне Гадячского района Полтавской области — 16 декабря 1995 года, Киев) — советский и украинский лингвист, специалист по фонетике, грамматике и истории украинского языка. Доктор филологических наук (1964), профессор (1965). Лауреат премии им. И. Франко (1985).

## Биография
Родился 17 ноября 1905 года в селе Ручки, под Полтавой.
После окончания Днепропетровского института народного образования в 1929 году преподавал в Запорожском педагогическом институте. В 1937—1941 и 1944—1948 годах — доцент Киевского пединститута. Позднее заведовал кафедрами лингвистики в пединститутах Тюмени, Бухары и Черкасс. В 1959—1982 годах — заведующий отделом теории украинского литературного языка Института языкознания им. А. А. Потебни АН УССР. Одновременно (в 1960—1985 годах) — профессор Киевского пединститута им. Горького. Автор значительного числа научных работ, посвящённых проблематике современного украинского языка (фонетика, словообразование, морфология, синтаксис), истории украинского языка и украинской лингвистики, стилистики, культуры речи, социолингвистики, сравнительной грамматике восточнославянских языков, диалектологии русского языка. Изучал роль периодических изданий в становлении украинского литературного языка и его норм. Дал исчерпывающее диахроническое описание звуковой системы украинского языка в единстве его фонетического и фонематического аспектов. Инициатор и организатор создания академической работы «Современный литературный украинский язык» (в 5 т., 1969—1973). Автор учебников для высшей школы.
Скончался 16 декабря 1995 года в Киеве. Похоронен на Байковом кладбище рядом с могилой сына Владимира (1931—1955).

### Семья и известные потомки
Жена учёного Мария Петровна была учительницей математики; дочь — Иванова (Жовтобрюх) Жанетта Михайловна (1928—1993) была учёным-химиком, старшим научным сотрудником в Институте органической химии НАН Украины; её муж был украинский поэт и филолог Иванов Пётр Фёдорович, внук — Иванов Сергей Петрович (1951—2000) был известным киноактёром, внучка Пишая Лариса Петровна (р. 1964) — известная художница.

## Основные работы

### Монографии
- «Курс истории украинского литературного языка» (соавтор; т. 2; 1961).
- «Язык украинской прессы (до середины девяностых годов XIX в.)» (1963).
- «Современный литературный украинский язык. Фонетика» (соавтор; 1969).
- «Язык украинской периодической прессы (конец ХІХ — начало XX в.)» (1970).
- «Современный литературный украинский язык. Лексика и фразеология» (соавтор; 1973).
- «История украинского языка. Фонетика» (соавтор; 1979).
- «Словообразование в современном литературном украинском языке» (соавтор; 1979).
- «Литературный украинский язык» (1984).
- «Украинская грамматика» (соавтор; 1986).

### Словари
- «Украинское литературное произношение и ударение» (ответственный редактор; 1973).

### Учебные пособия
- «Элементы языкознания и сведения об истории украинского языка» (1941).
- «Историческая грамматика украинского языка» (соавтор; 1957, 2-е изд. 1962).
- «Курс современного украинского литературного языка» (соавтор; 1959, 4-е изд. 1972).
- «Сравнительная грамматика украинского и русского языков» (соавтор; 1978; 2-е изд. 1987).
- «Историческая грамматика украинского языка» (соавтор; 1980).
- «Восточнославянские языки» (соавтор; 1987).
- «Очерк истории украинского советского языкознания (1918—1941)» (1991).

## Память
Имя учёного и педагога ныне носит библиотека ПНПУ им. В.Г. Короленко (Полтава)